# 憲政上の危機
政治科学において、憲政上の危機または憲法上の危機とは、政府の機能において、政治学的な憲法やその他の基本的な統治法では解決できないと考えられる状態に陥った問題や対立のことである。憲法危機とも呼ばれる。憲政上の危機の定義にはいくつかのバリエーションがある。たとえば、ある定義では、憲法がその中心的機能を果たすことに失敗した、または少なくとも失敗する高いリスクがあることから生じる危機、と説明される。
このような危機は、さまざまな原因から生じる可能性がある。たとえば、政府が憲法に違反する法律を可決しようとする場合、憲法が特定の状況に対する明確な答えを提供できない場合、憲法は明確であるが憲法に従うことが政治的に実行不可能な場合、政府機関自体が不安定になったり法律が規定する機能を果たせなくなったりした場合、政府機関が法律の狭義の解釈に基づいて深刻な問題への対処を避けることを正当化する場合などがある。具体的な例としては、1950年代の南アフリカの黒人投票の憲政上の危機、1860年と1861年のアメリカ合衆国南部諸州の脱退、1975年のオーストラリアの憲政上の危機、2007年のウクライナの政治危機などがある。イギリスには成文憲法がないが不文憲法があると考えられているため、イギリスやその構成国における問題や危機も憲政上の危機として説明される。
憲政上の危機は、政府の異なる機関の間の対立、中央政府と地方政府間の対立、単に社会内のさまざまな派閥間の対立から生じる場合もある。政府の運営において、政治的論争の当事者の一方または複数が故意に憲法の規定に違反したり、不文の憲法上の慣習を無視することを選択した場合や、違反された憲法上の規定または無視された政治的慣習の正当な法的解釈に異議を唱える場合にも、憲政上の危機が生じる。このような例は、XYZ事件で示された。この事件は、フランスとアメリカ合衆国の間の平和を維持するために派遣されたアメリカの派遣団に関わる、フランス職員からの贈賄に関わるものだった。この事件はアメリカの報道機関で公表され、外交政策上の危機を引き起こし、外国人・治安諸法の可決を促した。これらの法律の反対者たちは、ケンタッキー州およびバージニア州の決議という形で、法律は言論の自由を侵害し、憲法に違反するため、州に法律の執行を拒否するよう強く求めた。
憲法が法的に曖昧であるために危機が発生した場合、通常、最終的な解決は、将来の憲法運営上の危機を解決するための法的先例を確立することで行われる。ジョン・タイラーのアメリカ合衆国大統領職の継承がその一例であり、大統領職の継承者はいかなる制限もなく職務を引き継げることが確立された。政治的には、憲政上の危機は、行政の麻痺、政府の最終的な崩壊、政治的正統性の喪失、内戦につながる可能性がある。憲政上の危機は、政府の「外部の」政治的派閥が政府の主権に意義を唱えて起こす反乱（クーデターや、軍や市民が主導する革命など）とは異なる。

## 北アメリカ

### アメリカ合衆国

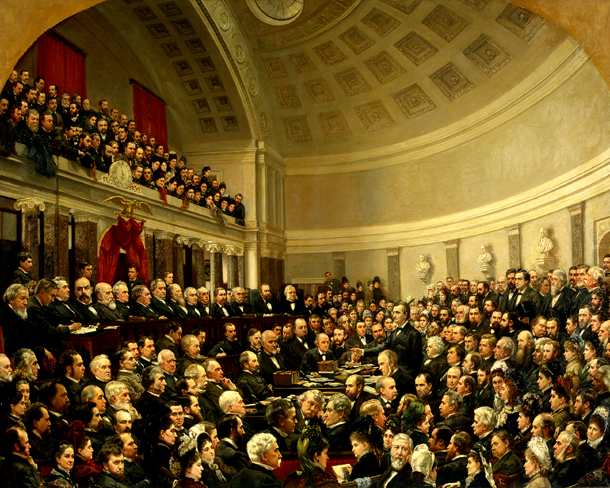
選挙委員会は、1876年の大統領選挙の論争を解決したパネルだった。

- 1952年の鉄鋼ストライキ（英語版）において、ハリー・S・トルーマン大統領は固有の権限（英語版）に基づいて、朝鮮戦争の障害となる恐れがある全米鉄鋼労働組合によるストライクを防ぐために、国の鉄鋼産業を国有化した。この行為は、共産主義の広がりに対抗するための1950-51年のトルーマンの権限の範囲に関する「大論争（Great Debate）」を再燃した。最高裁判所は、Youngstown Sheet & Tube Co.対Sawyer事件（英語版）でトルーマンの命令を無効にし、大統領の行為は憲法または立法権限から展開しなければならないと判断した。トルーマンは、鉄鋼労働者と経営陣を合意させるために、2回目の国有化を脅威として使用した[5][6]。
- ウォーターゲート事件（1972–1974）において、リチャード・ニクソン大統領とスタッフたちは、自分たちの政治活動に対する調査を行う司法の妨害（英語版）を行った。ニクソンが司法妨害を個人的に承認したことを示す音声テープが公表された後、弾劾（英語版）の恐れが迫る中、ニクソンは辞任した。事件後、アメリカ合衆国議会では、大統領の権限を抑制するための活動がその後何年も続いた[7][8]。